# 아라산 좌기 바옌하오터 공항
아라산 좌기 바옌하오터 공항(阿拉善左旗巴彦浩特机场, Alxa Left Banner Bayanhot Airport, IATA: AXF, ICAO: ZBAL)은 중국 내몽골 자치구 아라산 좌기의 중심부 바옌하오터를 관할하는 지역 공항이다.
바옌하오터 공항은 내몽골자치구 서부 아라산맹의 세 공항들 중 하나이다. 다른 두 공항은 아라산 우기 바탄지린 공항과 에진 배너 도라이 공항이다.